# تپه آرایری
تپه آرایری تپه سی مربوط به سده‌های اولیه دوران‌های تاریخی پس از اسلام است و در شهرستان آوج، بخش مرکزی شهرستان آوج، روستای لک (آوج) واقع شده و این اثر در تاریخ ۱۱ شهریور ۱۳۸۲ با شمارهٔ ثبت ۹۷۷۸ به‌عنوان یکی از آثار ملی ایران به ثبت رسیده است.